# Listă de reviste din România
În România, unele dintre reviste sunt publicate de companii internaționale precum Egmont și Axel Springer Verlag. În țară sunt publicate și unele reviste internaționale pe lângă cele naționale, printre care Forbes Romania, revista GEO și National Geographic Kids.
Următoarea este o listă incompletă a revistelor actuale și dispărute care au apărut în România. Vezi și Listă de reviste desființate din România. De asemenea, sunt listate reviste care au apărut înainte de independența țării. Ele pot fi publicate în limba română sau în alte limbi. 
Cuprins: Început - 0–9 A B C D E F G H I J K L M N O P Q R S T U V W X Y Z

## A
- Academia Cațavencu
- Albina Românească
- Angelicuss
- Apostrof
- The Attic

## B
- Bilete de Papagal
- Bravo

## C
- Capital
- Ciao!
- CHIP
- Colecția „Povestiri științifico-fantastice”
- Contemporanul
- Contimporanul
- Convorbiri Literare
- Cuvântul
- Cuvântul Liber
- Cybersecurity Trends
- Cronica Veche

## D
- Dacia Literară
- Dilema veche
- Dolgozó nő

## F
- Familia
- Făt Frumos
- Femeia
- Flacăra
- Florile Dalbe
- Formula AS[6]

## G
- Gândirea
- George Lazăr
- Graiul Nostru

## I
- Ioana[7]
- IT Trends

## J
- J'Adore

## L
- Level
- Luceafărul
- Lucire
- Lucru de mână

## M
- Magazin Istoric
- Media Expres
- Mișcarea Literară
- MyLINUX

## O
- Observator Cultural

## P
- Paloda
- Practic în bucătărie[7]
- Punct

## R
- Realitatea Evreiască
- Repere Transilvane
- Revista 22
- Revista Fundațiilor Regale
- România Literară
- România Mare

## S
- Sămănătorul
- Șapte Seri
- Sburătorul
- Scrisul Nostru
- Semănătorul(1870–1876)
- Sfera Politicii
- Simbolul
- Steaua Dunării
- Switch

## T
- Tango
- Timpul
- TV Satelit

## U
- Unitárius Hírnök
- unu

## V
- Vatra
- Versuri și Proză
- Viața Basarabiei
- Viața Basarabiei (1907)
- Viața Medicală
- Viața Românească

## X
- XtremPC